# Bolsa de Budapest
La Bolsa de Budapest (en húngaro: Budapesti Értéktőzsde, BÉT) es relativamente nueva y es la principal bolsa de valores de Hungría. Aunque ya existía una bolsa en Budapest en 1864, fue cerrada tras la formación de la República Soviética Húngara en forma posterior a la Segunda Guerra Mundial.